# Patrick Rama
Patrick Rama (* 25. Mai 1965) ist ein ehemaliger lesothischer Langstreckenläufer.
Er trat bei den Olympischen Sommerspielen 1992 in Barcelona an. Im Wettbewerb über 10.000 m schied er im Vorlauf aus. Bei den Crosslauf-Weltmeisterschaften 1994 in Budapest trat er für Südafrika an.